# Джеренцано
Джеренцано (італ. Gerenzano) — муніципалітет в Італії, у регіоні Ломбардія, провінція Варезе.
Джеренцано розташоване на відстані близько 510 км на північний захід від Рима, 25 км на північний захід від Мілана, 24 км на південний схід від Варезе.
Населення — 10 789 осіб (2014).

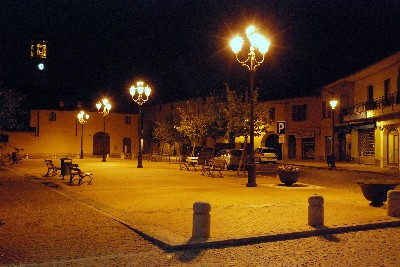

Щорічний фестиваль відбувається 7 квітня. Покровитель — Santi Pietro e Paolo.

## Демографія
Населення за роками:

Станом на 1 січня 2023 року в муніципалітеті офіційно проживало 1089 іноземців з 55 країн, серед них 214 громадян країн Євросоюзу та 109 громадян України.

## Сусідні муніципалітети
- Чизлаго
- Рескальдіна
- Ровелло-Порро
- Саронно
- Турате
- Убольдо